# Dusty Korek
Dusty Korek (* 14. April 1995 in Edmonton) ist ein ehemaliger kanadischer Skispringer.

## Werdegang
Korek gab sein internationales Debüt mit 15 Jahren im Oktober 2010 im FIS Cup in Einsiedeln. Mit den Plätzen 45 und 47 blieb er dabei jedoch weit hinter ersten Erfolgen zurück. Im Jahr darauf startete er im Juli erneut im FIS Cup. In Gérardmer erreichte er mit dem 10. und dem 26. Platz erstmals die Punkteränge. Daraufhin startete er nur einen Tag später in Courchevel erstmals im Skisprung-Continental-Cup. Nach Platz 56 im ersten Springen wurde Korek im zweiten Springen disqualifiziert.
Bei den Olympischen Jugend-Winterspielen 2012 in Innsbruck konnte er nach einem achten Rang im Einzelspringen mit der Mannschaft im Team die Bronzemedaille gewinnen. Nach Rang zwei im FIS Cup in Liberec startete Korek bei den Nordischen Junioren-Skiweltmeisterschaften 2012 im türkischen Erzurum. Im Einzelspringen erreichte er Rang 57. Wenige Wochen später gewann er bei den Kanadischen Meisterschaften 2012 in Whistler von der Normal- und der Großschanze jeweils Silber hinter MacKenzie Boyd-Clowes.
Im Sommer 2012 startete Korek in Stams und Kranj erneut im Continental Cup, blieb jedoch erneut ohne Punkterfolg. Im Januar gelang ihm im zweiten Springen in Sapporo mit Platz 27 dieser erstmals, so dass er eine Woche später in den Kader für den Skisprung-Weltcup wechselte. Sein Debüt in der höchsten Skisprungserie gab er schließlich am 19. Januar 2013. Mit Platz 48 im ersten und Platz 54 im zweiten Springen verpasste er in beiden Wettbewerben die Punkteränge deutlich. Zurück im Continental Cup konnte er bis zum Saisonende ebenfalls keine weiteren Punkte gewinnen.
Bei den Kanadischen Meisterschaften 2013 in Whistler gewann er von der Normalschanze die Goldmedaille und erreichte zudem Bronze von der Großschanze.
Nachdem ihm im Juli 2013 in Kranj wieder in die Punkteränge springen konnte, wechselte er in den Skisprung-Grand-Prix. Nachdem er die Qualifikation für das Einzelspringen in Hinterzarten verpasste, landete er mit dem Team an gleicher Stelle mit Rang vier nur knapp hinter den Podiumsrängen. Auch in Courchevel gelang der Mannschaft mit Rang fünf ein sehr gutes Ergebnis. In den Einzelspringen blieb er in der Folge jedoch erneut hinter den Punkterängen.
Seit Januar 2016 tritt er nicht mehr international an.

## Erfolge

### Grand-Prix-Platzierungen
| Saison | Platz | Punkte |
| ------ | ----- | ------ |
| 2015   | 086.  | 002    |

### Continental-Cup-Platzierungen
| Saison  | Platz | Punkte |
| ------- | ----- | ------ |
| 2012/13 | 170.  | 004    |
| 2013/14 | 084.  | 067    |
| 2014/15 | 140.  | 019    |